# Лапин, Михаил Александрович
Михаил Александрович Лапин — советский хозяйственный, государственный и политический деятель, Герой Социалистического Труда.

## Биография
Родился в 1928 году в деревне Орлец. Член КПСС.
С 1948 года — на хозяйственной, общественной и политической работе. В 1948—1997 гг. — студент, аспирант Московского института механизации и электрификации сельского хозяйства, преподаватель Саратовского института механизации сельского хозяйства, директор совхоза «Пушкинский», первый секретарь Советского райкома КПСС Саратовской области, заведующий Саратовским областным партийным архивом, заместитель председателя Советского райисполкома, заместитель главы администрации Советского района.
Указом Президиума Верховного Совета СССР от 6 июня 1984 года присвоено звание Героя Социалистического Труда с вручением ордена Ленина и золотой медали «Серп и Молот».
Делегат XXVI, XXVII съездов КПСС, XIX партконференции.
Умер в Советском в 1997 году.